# Скафандр

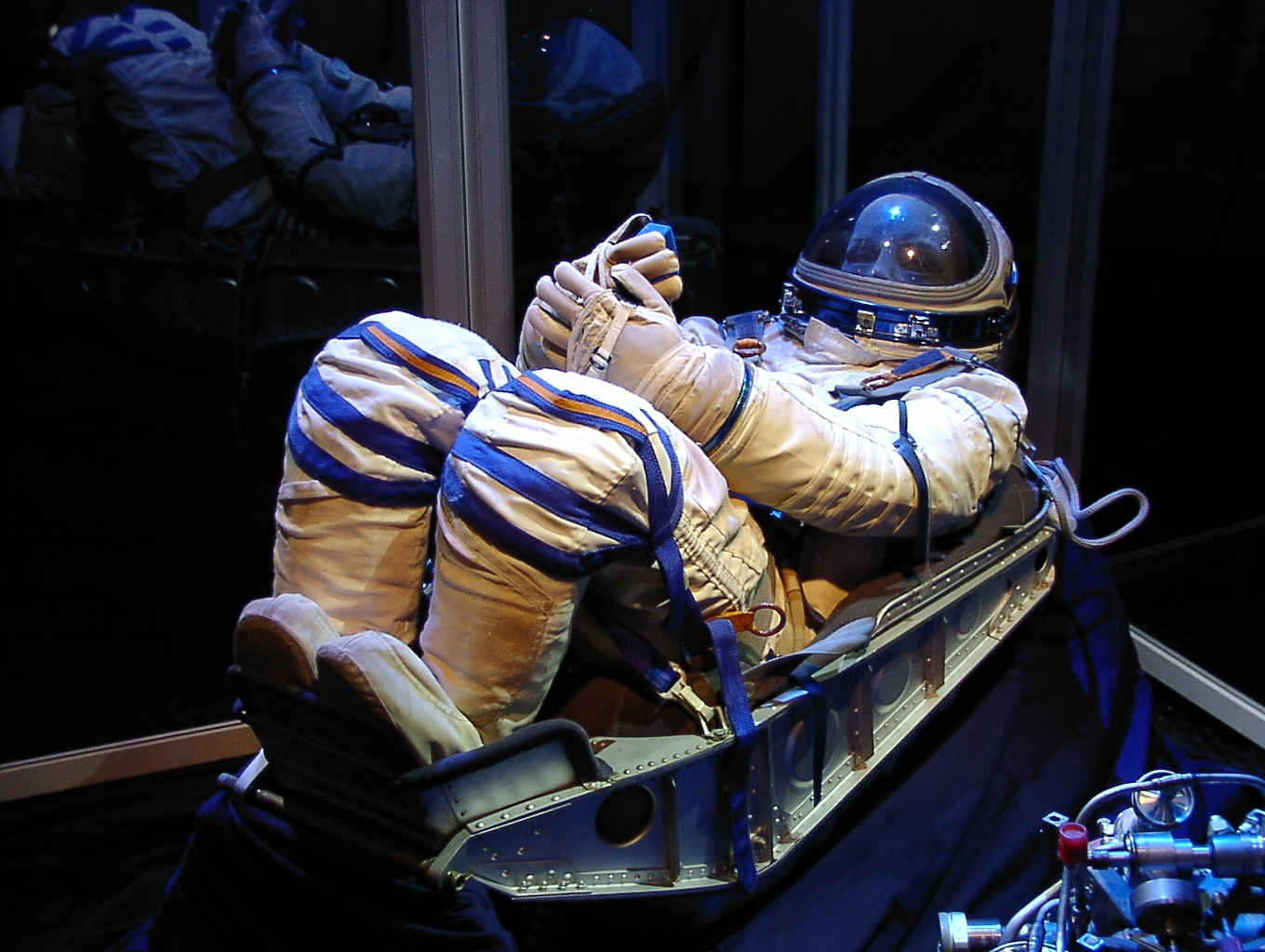
Космический скафандр «Сокол»

Скафа́ндр (от др.-греч. σκάφος «лодка» и ἀνήρ (Р.п. ἀνδρός) «мужчина, человек») — специальное снаряжение, предназначенное для изоляции человека (или животного) от внешней среды.
Части снаряжения образуют оболочку, непроницаемую для компонентов внешней среды (жидкостей, газов, излучений). Скафандры в основном подразделяются на водолазные, авиационные и космические.

## Этимология

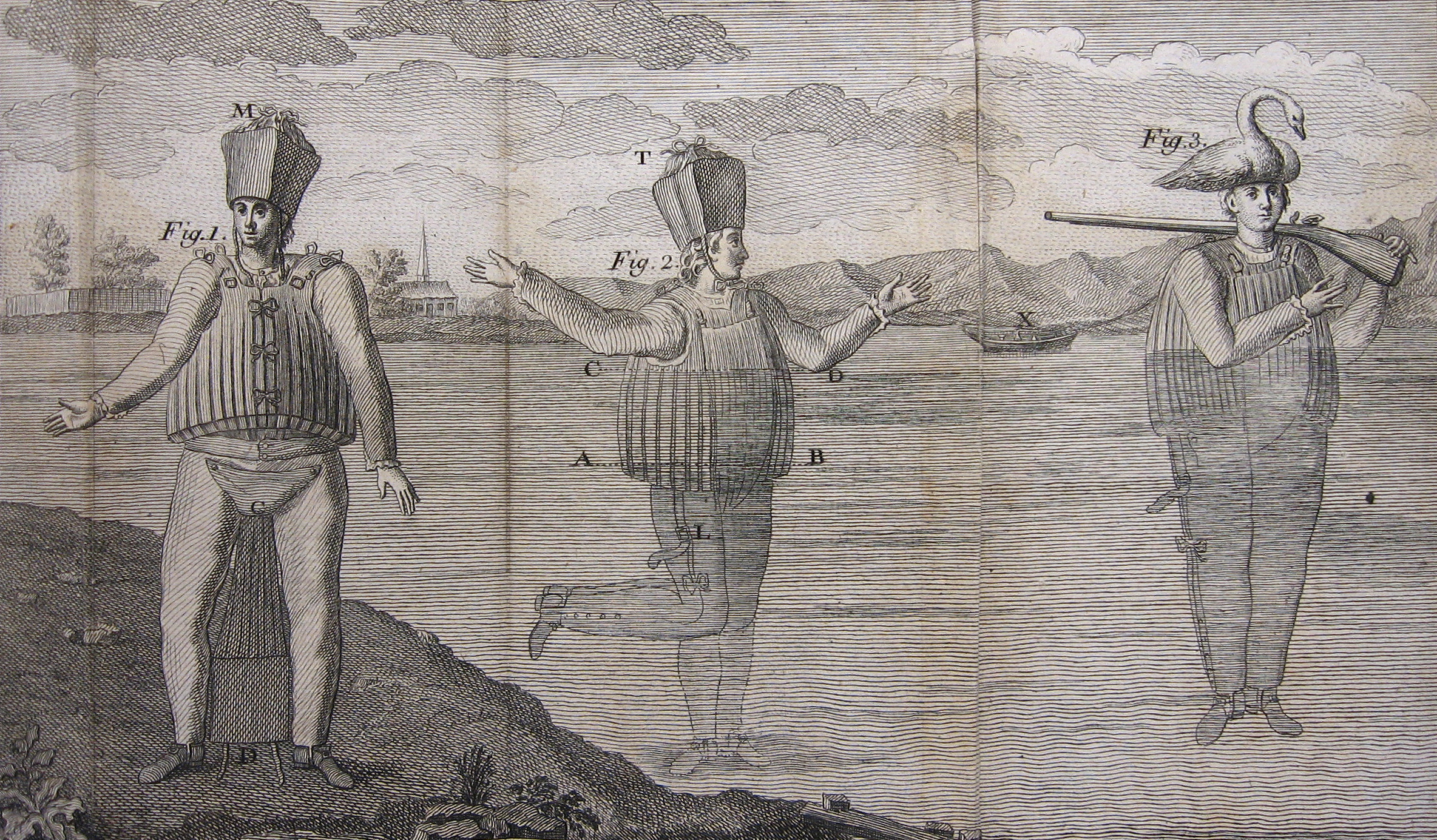
Гравюра изображает водолазный костюм Ла Шапеля (1775)

В Древней Греции «скафандрами» называли хороших пловцов и ныряльщиков.
В близком к современному значении термин «скафандр» был в первый раз предложен в 1775 году аббатом Ла Шапелем в своей книге Traité de la construction théorique et pratique du scaphandre ou du bateau de l’homme. Аббат Ла Шапель назвал так предложенный им костюм из пробки, который бы позволял солдатам пересекать реки.
В 1905 году Россия закупала водолазные костюмы, которые производило «Ганзейское общество постройки аппаратов» (Hanseatische Apparatebau Gesellschaft) и описывались в документах как «водолазное снаряженiе улучшенной системы Скафандеръ».
Но, как утверждается, это слово закрепилось в русском языке благодаря Евгению Чертовскому, создавшему костюм для высотных полётов, который он назвал скафандром (изначально разработка называлась высотно-компенсационным костюмом).

## Водолазные

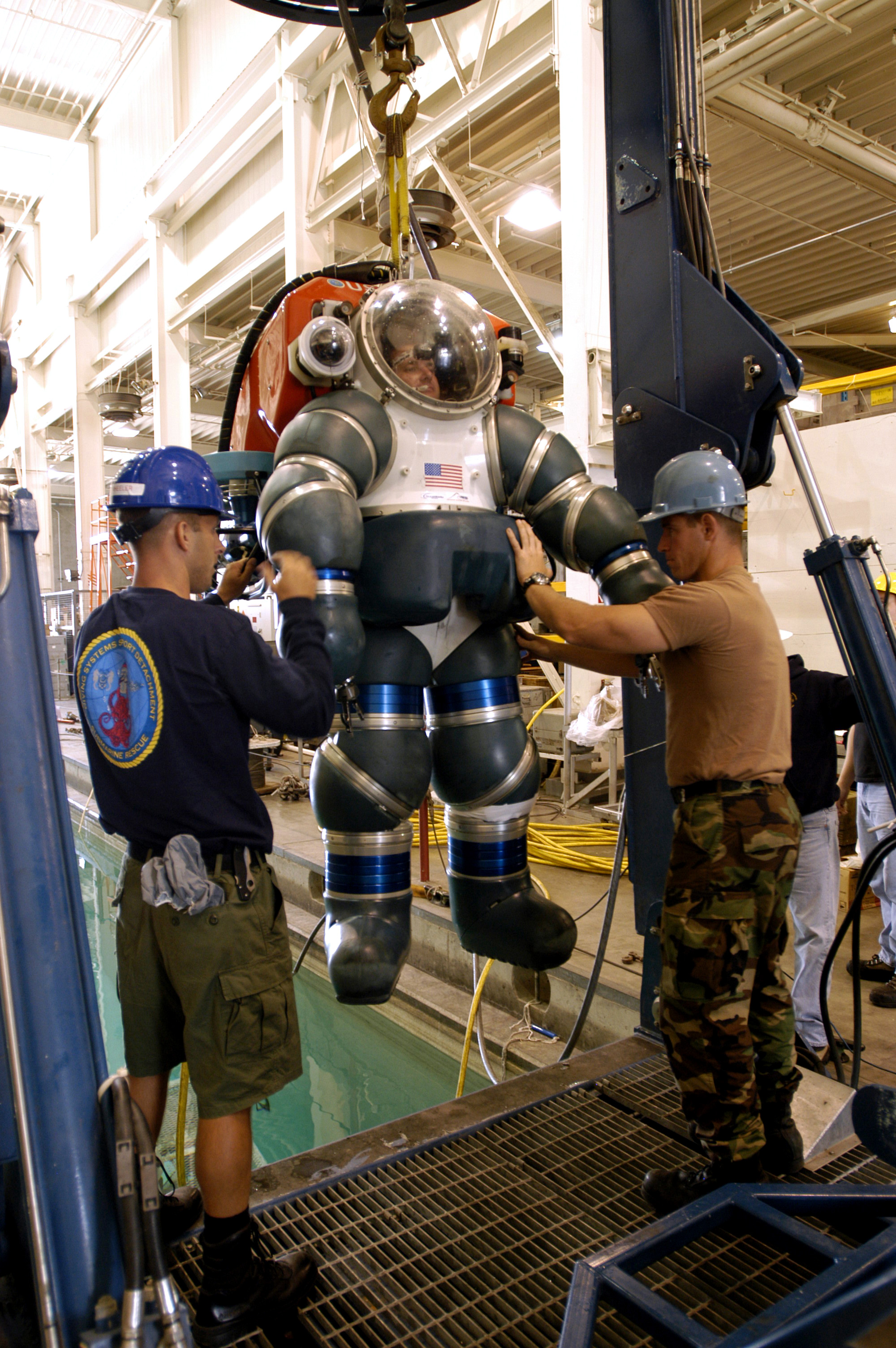
Тренировка водолаза

Нормобарический скафандр — снаряжение, предназначенное для глубоководных (до 600 метров) водолазных работ, во время которых пилот скафандра продолжает находиться при обычном атмосферном давлении, что, соответственно, снимает заботу о декомпрессии, исключает азотное, кислородное и иные отравления.

## Авиационные

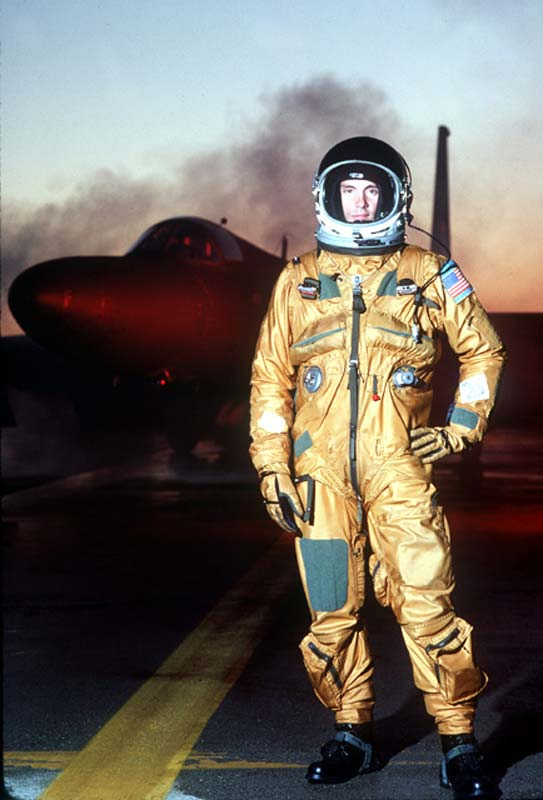
Скафандр авиационный. Самолёт-разведчик Локхид У-2

В 1930-е годы росла высота полёта самолётов. При этом оказалось, что уже на высотах примерно 4,5 км разреженный воздух приводил к гипоксии у лётчиков и потере ими возможности управлять летательным аппаратом. Кислородные маски позволили решить эту проблему, но расчёты показали, что на высоте 15 км давление выделяемого лёгкими углекислого газа превысит атмосферное, что сделает дыхание невозможным, а на высоте свыше 19 км у человека закипит кровь. Даже на меньшей высоте азот, растворённый в тканях человека, переходит в газообразное состояние, что приводит к возникновению болевых ощущений. Поэтому потребовалось создать костюм, в который бы не просто подавался воздух, а который бы обеспечивал такое его давление, при котором человек может жить и работать.
В 1933 году британский физиолог Джон Холдейн создал прототип герметичного костюма полного давления для американского воздухоплавателя Марка Риджа, который собирался установить новый мировой рекорд подъёма в стратосферу. Его испытали в барокамере при давлении, соответствующем высоте 50 000 футов (15,24 км). Впрочем, Риджу не удалось собрать средства на свой полёт.
Американский лётчик Уайли Пост в 1935 году поднялся на высоту около 15 км в скафандре, разработанном при участии Рассела Колли (Russell Colley) из Goodrich Company. Он стал первым человеком, испытавшим прообраз скафандра в реальных условиях высотного полёта.
В СССР группа под руководством Евгения Чертовского занималась разработкой высотных костюмов с 1931 года. В 1937 году разработанный ею скафандр Ч-3 был испытан в 1937 году на бомбардировщике ТБ-3, достигшем высоты 10 км.
Первые авиационные скафандры напоминали водолазные. Тем не менее водолазный костюм используется под водой, где давление растёт с увеличением глубины. На высоте же давление уменьшается, и скафандры начинает раздувать. Поэтому пришлось использовать специальные шарниры постоянного объёма, чтобы человеку в скафандре можно было согнуть руку.
После Второй мировой войны бурно развивалась реактивная авиация. Уже реактивные истребители первого поколения (например, МиГ-15) могли подниматься на 14—15 км. Реактивные истребители имели герметическую кабину, но так как повреждения в бою зачастую разгерметизируют самолёт, то лётчикам был нужен и скафандр.
В 1947—1950 годах в СССР группа конструкторов под руководством А. Бойко создала авиаскафандры, получившие название ВСС-01 и ВСС-04 (высотный спасательный скафандр). В подобных скафандрах, которые разрабатывались и в США, вдоль конечностей были проложены трубки, соединенные лентами, идущими «восьмеркой». В случае разгерметизации в эти трубки подавался воздух, они расширялись и ленты стягивали тело пилота, на голове которого имелся герметичный шлем, куда подавался кислород. Но все тело «обжать» не получалось, поэтому был риск внезапной потери сознания из-за падения кровяного давления. Частичным решением этой проблемы стали надувные мешки, которые дополнительно сжимали туловище.

### Стратосферные полёты
В 1959—1962 годах было построено несколько стратостатов, предназначенных для испытания космических и авиационных скафандров и парашютных систем для приземления с большой высоты. Такие стратостаты были, как правило, оборудованы открытыми гондолами, от разрежённой атмосферы стратонавтов защищали скафандры. Эти испытания оказались предельно опасны. Из шести стратонавтов трое погибли, а один потерял сознание во время свободного падения.
Американский проект «Excelsior» (1959/1960) включал три высотных прыжка из стратостатов объёмом 85 000 м³ с открытой гондолой, которые выполнил Джозеф Киттингер в 1959—1960 годах. Полёты в рамках проекта «Excelsior» дали важные результаты для разработки авиационных гермокостюмов и систем спасения.
Проект «StratoLab» (1961) включал четыре субстратосферных полёта и пять стратосферных, из которых четыре — с герметичной гондолой и один (StratoLab V) с открытой. В ходе полётов была выполнена обширная научная программа, включающая исследование состава воздуха в стратосфере, космических лучей и атмосферного электричества, а также астрономические наблюдения. Полёт StratoLab V «Lee Lewis» состоялся 4 мая 1961 года. Стратостат объёмом свыше 283 000 м³ был запущен с авианосца «Antietam» в Мексиканском заливе и через 2 часа 11 минут после старта достиг рекордной высоты 34 668 м. Стратонавты Малколм Росс и Виктор Претер были одеты в космические скафандры. После успешного приводнения Претер погиб, не удержавшись на трапе во время подъёма на вертолёт и захлебнувшись. Он раньше времени разгерметизировал скафандр, так как был уверен, что опасность миновала.
Проект «Red Bull Stratos» (2012), в котором австриец Феликс Баумгартнер совершил самый высотный 39-километровый прыжок с парашютом, в небе над Нью-Мексико (США), установив, тем самым, два уникальных мировых рекорда, по высоте прыжка и скорости падения. Прыжок был осуществлен в высокотехнологичном скафандре со специальной капсулы, поднятой в воздух аэростатом. Баумгартнер выполнил свободное падение с последующим раскрытием парашюта.
Стратосферный скафандр содержал в себе сотни разных датчиков и множество сложных технических устройств. Инженеры скафандра сказали, что управление им имеет столько же технических нюансов, сколько управление самолетом.[уточнить]

## Космические

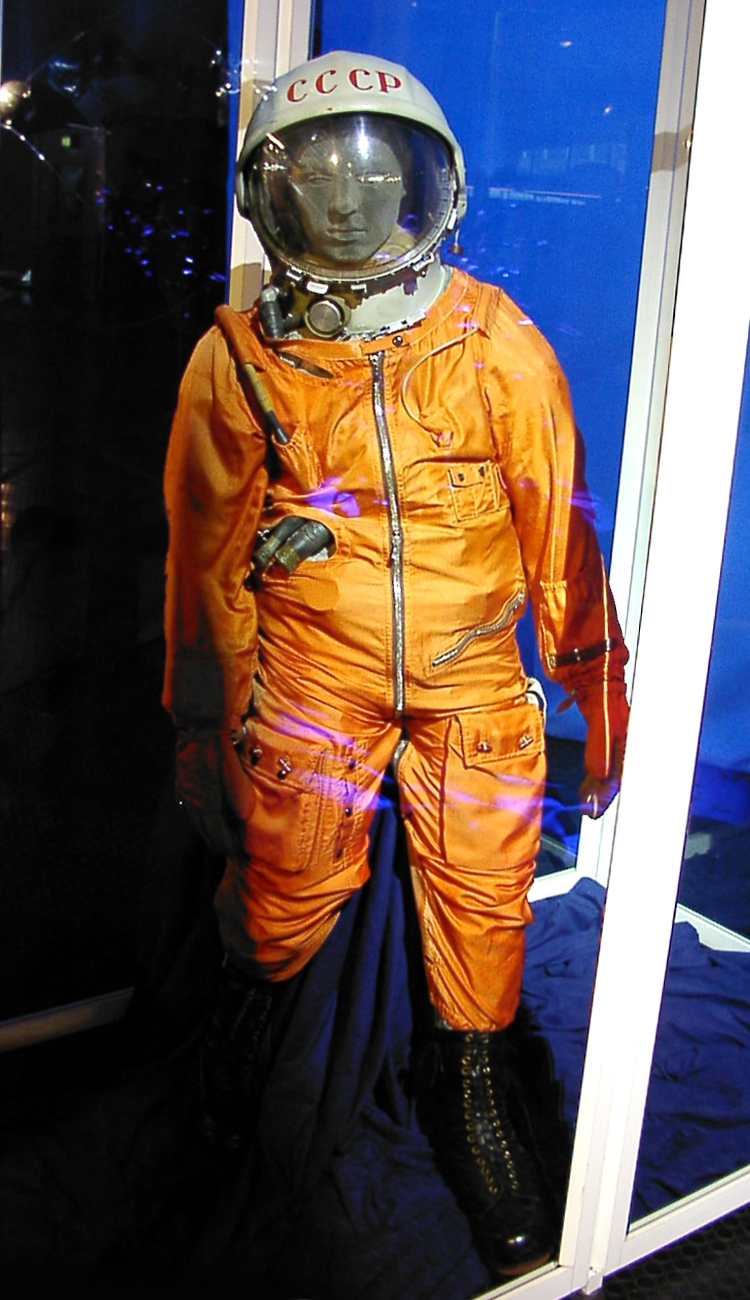
Советский скафандр СК-1

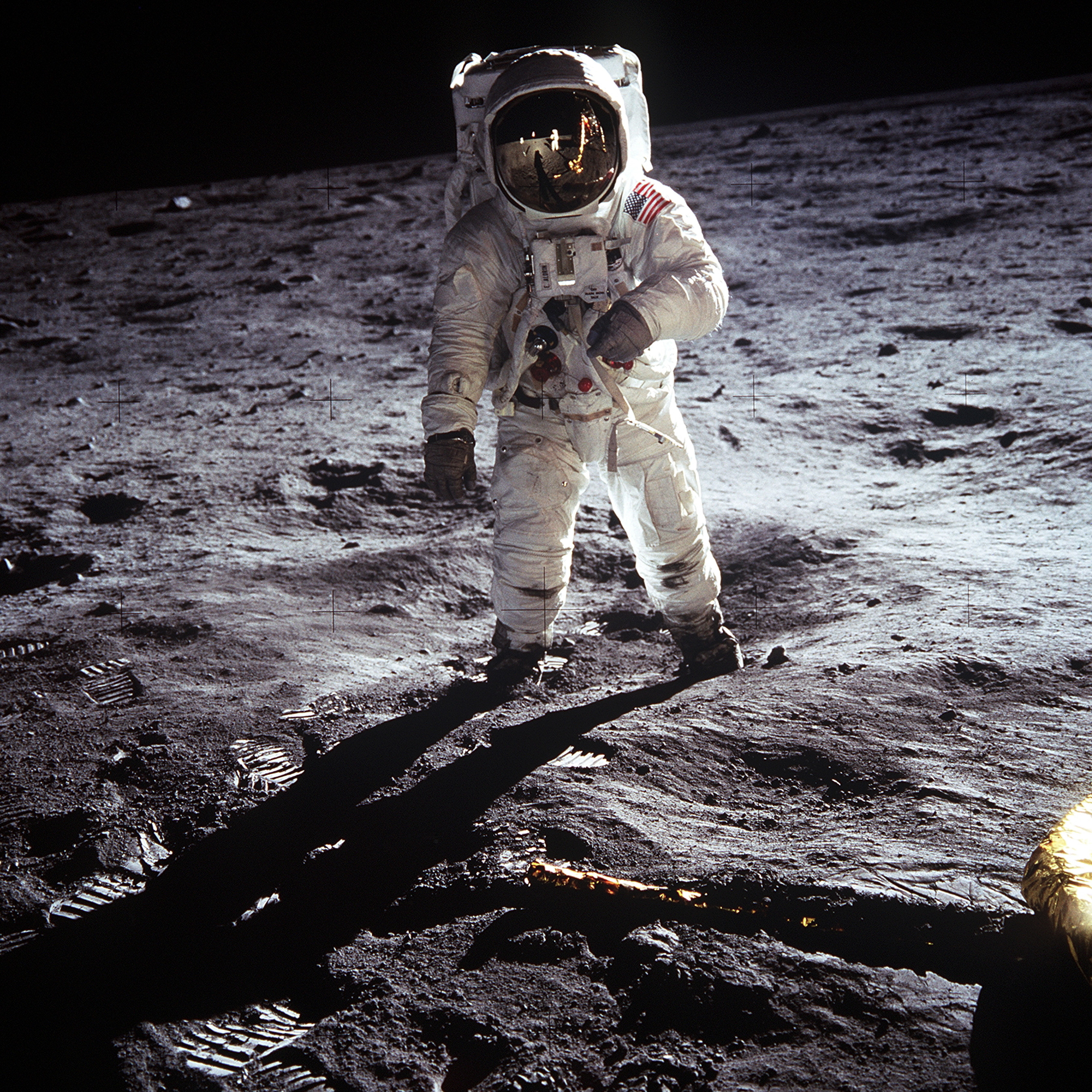
Базз Олдрин на поверхности Луны. Скафандр Apollo A7L

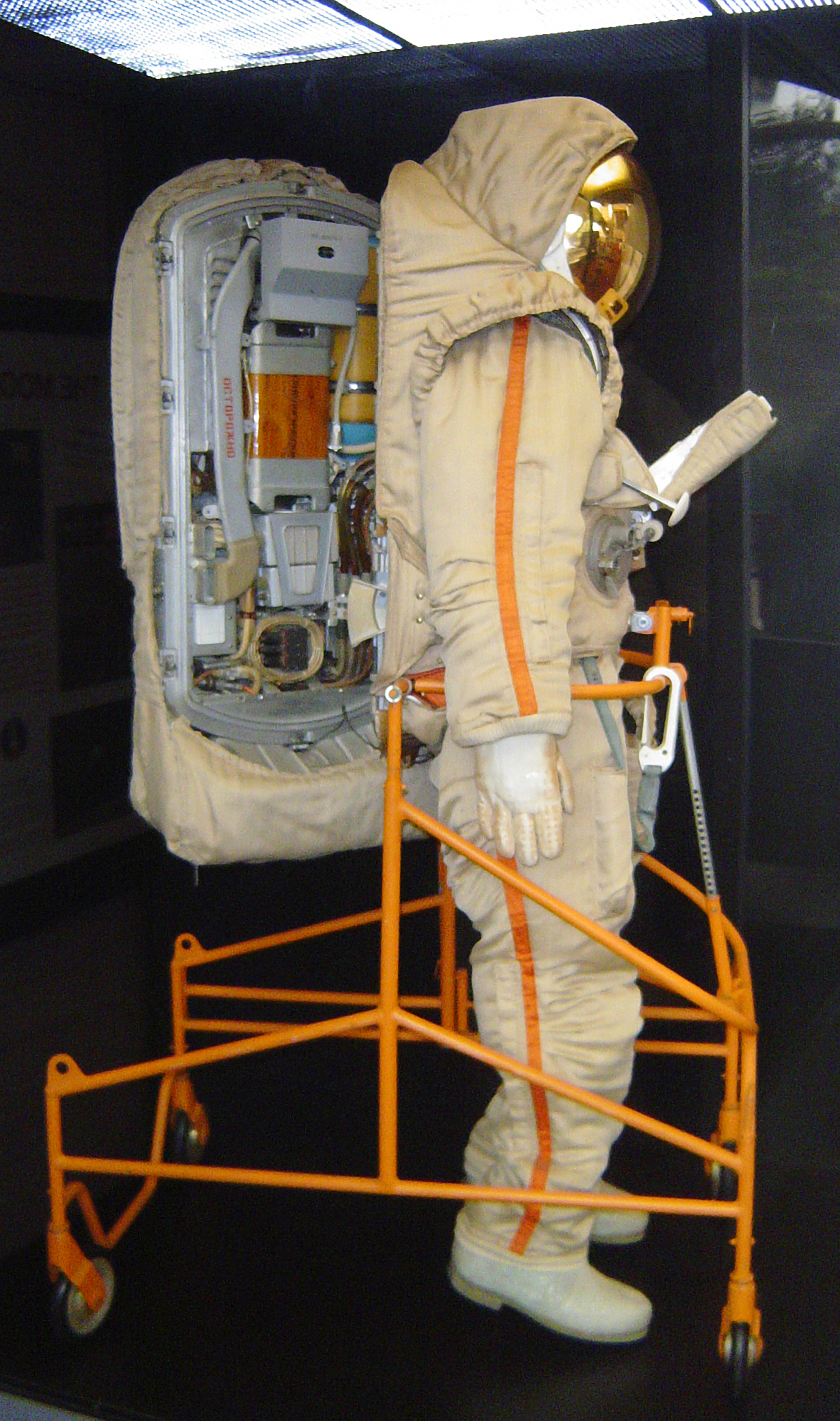
Советский скафандр «Кречет» для выхода на поверхность Луны

Космические скафандры предназначены для осуществления безопасного пребывания и работы космонавта в космическом корабле и в открытом космосе.
Существуют два основных вида:
- скафандр мягкого типа
- скафандр жёсткого типа

советские
- СК-1 — для осуществления космического полёта без выхода в открытый космос (1960 год)
- СК-2 — для осуществления космического полёта без выхода в открытый космос (1962 год)
- «Беркут» — универсальный, для обеспечения безопасного выхода человека в открытый космос и спасения при разгерметизации космического корабля (1964 год).
- «Ястреб» — для осуществления космонавтами выходов в открытый космос (1967 год).
- «Кречет» — для осуществления экспедиции на Луну (1969 год).
- «Сокол» — для осуществления космического полёта без выхода в открытый космос (1973 год).
- «Орлан» — для осуществления космонавтами внекорабельной деятельности (1977).
- «Стриж» — для осуществления космического полёта на многоразовом космическом корабле «Буран» (1981 год).

американские:
- Navy Mark IV (1961)
- G3C[англ.] (Gemini space suit[англ.]) (1965)
- G4C[англ.]
- G5C[англ.]
- A7L («лунный») (1962)
- SEES[англ.]
- LES (Launch Entry Suit[англ.], для полётов на «шаттлах»)) (1970's)
- ACES (мягкий, для полётов на «шаттлах»)
- EMU (Extravehicular Mobility Unit)[англ.] (1982)
  - xEMU (разрабатываются с 2019 г. для программы «Артемида», нового полёта человека на Луну)

### История
Первые образцы космических скафандров были созданы в конце 1950-х гг. в СССР. Вначале они были созданы для первых живых существ в космосе — собак, Рыжик и Лиса (впервые испытаны 24 июня 1954).
Для высадки на поверхность Луны по программе «Аполлон» в 1969—1972 гг. был создан скафандр Apollo A7L. Это был скафандр мягкого типа. Он состоял из 17 слоев различных прочных материалов. Под внешний скафандр надевали терморегулирующий комбинезон, пронизанный сетью трубочек с циркулирующей по ним водой. Масса лунного скафандра составляла порядка 90 кг. Автономная система жизнеобеспечения была рассчитана на шесть часов работы на поверхности Луны плюс 30 минут аварийного резерва.
Скафандры для выхода в открытый космос совершили значительную эволюцию со времен «Беркута». Космонавтами и астронавтами собрано множество конструкций (антенны, фермы, солнечные батареи и т. д.). Доказана возможность успешной работы человека в открытом космосе.
В настоящее время (на 2021 год) совершены сотни выходов в открытый космос. Решены многие научные задачи, произведены ремонты космических кораблей, станций и спутников (наиболее известен ремонт телескопа «Хаббл», который отремонтировали астронавты).

### Опасности выходов в открытый космос
Выходы в открытый космос опасны по множеству различных причин. Глубокий вакуум, экстремальные температуры от минус 150 °С до плюс 150 °С, излучение Солнца, вероятность столкновения с частицами космического мусора или микрометеоритами. В условиях открытого космоса космонавта защищает скафандр.
Потенциальную опасность несёт возможность потери или недопустимого удаления от космического корабля, грозящая гибелью из-за израсходования запаса дыхательной смеси.
Опасны также возможные повреждения или проколы скафандров, разгерметизация которых грозит декомпрессией и быстрой смертью, если космонавты не успеют вовремя вернуться в корабль. Инцидент с повреждением скафандра произошёл во время полёта шаттла «Атлантиса» STS-37 — маленький прут проколол перчатку одного из астронавтов; по счастливой случайности разгерметизации не произошло, поскольку прут застрял и блокировал собою образовавшееся отверстие. Прокол даже не был замечен до тех пор, пока астронавты не вернулись в корабль и не начали проверку скафандров.
Показательно, что самый первый достаточно опасный инцидент случился во время первого выхода космонавта в открытый космос в 1965 г. Выполнив программу первого выхода, Алексей Архипович Леонов испытал трудности с возвращением на корабль, поскольку отпустив поручень, он в условиях невесомости не мог войти ногами в люк шлюзовой камеры космического корабля «Восход». Это произошло из-за того, что скафандр Леонова был мягкого типа и его скафандр раздулся. Также шарниры скафандра «Беркут» имели недостаточную подвижность, которая напрямую зависит от уровня давления в скафандре. Совершив несколько попыток войти в шлюз ногами вперед, космонавт решил войти в него головой вперед, что категорически запрещалось инструкцией. Повернув регулятор давления, космонавт снизил уровень избыточного давления в скафандре с режима 0,4 атм на режим 0,27 атм, что позволило ему вернуться в шлюзовую камеру. Возможность снижения давления была предусмотрена конструкцией скафандра. Внутри камеры космонавт с большим трудом развернулся и закрыл за собой люк. Затем в шлюзовую камеру был подан воздух, давление в ней сравнялось с давлением в кабине корабля и космонавт вернулся в корабль.
Ещё один потенциально опасный случай произошёл во время второго выхода в открытый космос астронавтов шаттла «Дискавери» (полёт STS-121, июль 2006). От скафандра Пирса Селлерса отсоединилась специальная лебёдка, которая помогает вернуться на станцию и не даёт астронавту улететь в открытый космос. Вовремя заметив проблему, Селлерс с напарником смогли прикрепить устройство обратно и выход был завершён благополучно.

## РадиоСкаф
Списанные скафандры «Орлан-М» в 2006 и 2011 годах стали оболочкой для экспериментальных миниспутников, запущенных с борта МКС (см. проект «РадиоСкаф»).

## Документалистика
- Документальный фильм из цикла «Первые в мире». ООО «Голд Медиум» по заказу ГТРК «Культура». 2019 г (9 июня 2019). Скафандр Чертовского.  20 мин. ГТРК «Культура». {{cite episode}}: |series= пропущен или пуст (справка); Шаблон цитирования имеет пустые неизвестные параметры: |began= and |ended= (справка)